# Selcë e Poshtme

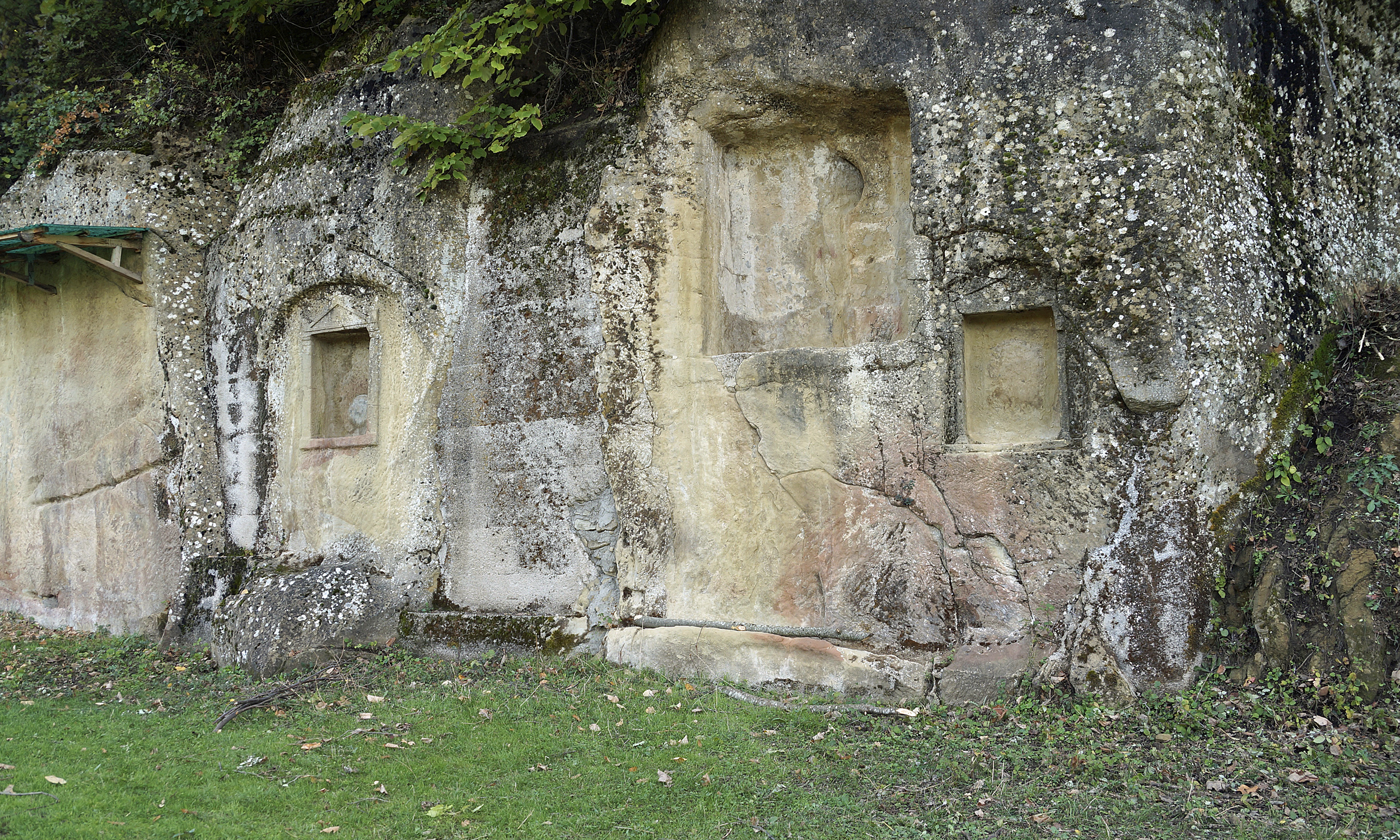
Jeden z królewskich grobowców

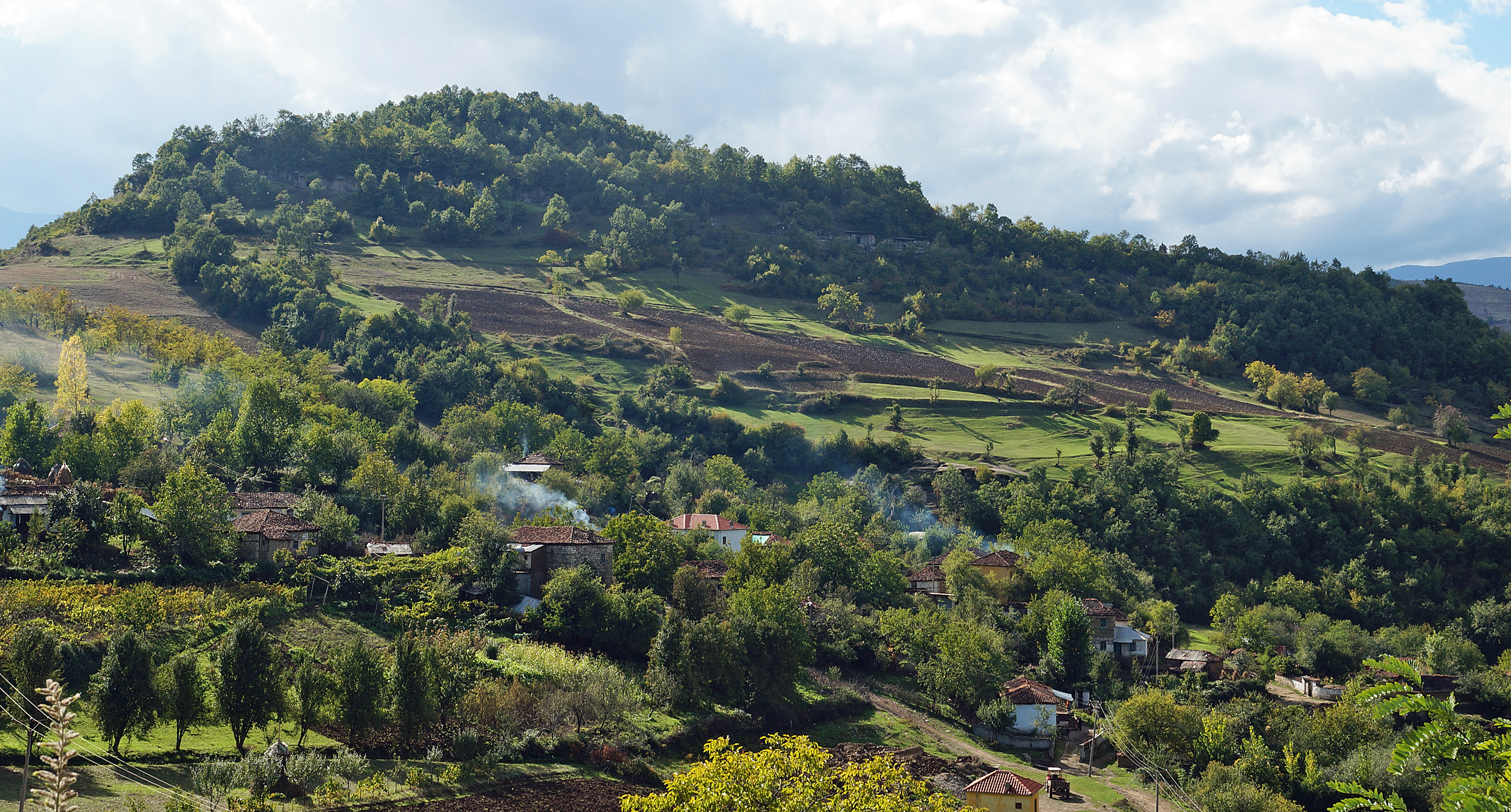
Widok na wieś

Selcë e Poshtme – wieś w okręgu Pogradec, w obwodzie Korcza, w Albanii. W 1964 roku w wiosce, na prawym brzegu rzeki Shkumbin, znaleziono 5 iliryjskich królewskich grobowców. W 1996 roku grobowce zostały wpisane na listę informacyjną UNESCO.

## Historia
Selcë e Poshtme została założona w epoce żelaza. Na początku IV wieku p.n.e. osada rozbudowała się do wielkości miasta, które wzbogacało się na handlu. Na rozkaz Aleksandra Wielkiego w mieście została wybudowana warownia, w celu umocnienia granicy z Epirem. W drugiej połowie VI wieku miasto zostało zburzone, a w dzisiejszych czasach na jego miejscu stoi wieś.